# The Society
The Society is een serie op Netflix. Op 10 mei 2019 kwam het eerste seizoen van de serie beschikbaar.
Het was de bedoeling om meerdere seizoenen uit te brengen, maar door de maatregelen rondom de coronapandemie moesten de opnames voor het tweede seizoen worden uitgesteld. Plannen om in september alsnog met de opnames te beginnen, werden uiteindelijk geannuleerd omdat de benodigde coronamaatregelen voor praktische en financiële problemen zorgden.

## Verhaal
In het stadje West Ham hangt al enkele dagen een vreselijke stank. Een eindexamenklas van de lokale high school zou 10 dagen op kamp gaan in de bergen, maar zodra ze terugkeren vanwege 'iets wat de weg blokkeert', blijken alle overige familieleden en bewoners die niet op die schoolreis gingen verdwenen. Ze kunnen alleen communiceren met elkaar en hebben geen verdere toegang tot het internet en ze kunnen het stadje niet verlaten. Uiteindelijk moeten de jongeren zelf zien te overleven, waarbij keuzes gemaakt moeten worden over regels, leiderschap en bestuur. Het gaat over het leren samen leven met elkaar, overleven en elkaar helpen.
Aan het einde van het eerste seizoen wordt duidelijk dat niet de volwassen inwoners van West Ham zijn verdwenen, maar dat de kinderen in een alternatief universum zijn terecht gekomen.

## Rolverdeling
| Acteur               | Personage             | Opmerking                                                      |
| -------------------- | --------------------- | -------------------------------------------------------------- |
| Kathryn Newton       | Allie Pressman        |                                                                |
| Jack Mulhern         | Gareth 'Grizz' Visser |                                                                |
| Sean Berdy           | Sam Eliot             | Deze rol is een doof personage. Acteur Sean Berdy is ook doof. |
| Gideon Adleon        | Becca                 |                                                                |
| Kristine Froseth     | Kelly Aldrich         |                                                                |
| Olivia DeJonge       | Elle Tomkins          |                                                                |
| Natasha Liu Bordizzo | Helena                |                                                                |
| Toby Wallace         | Campbell Elliot       |                                                                |
| Grace Victoria Cox   | Lexie                 |                                                                |